# Osvětlení motorového vozidla

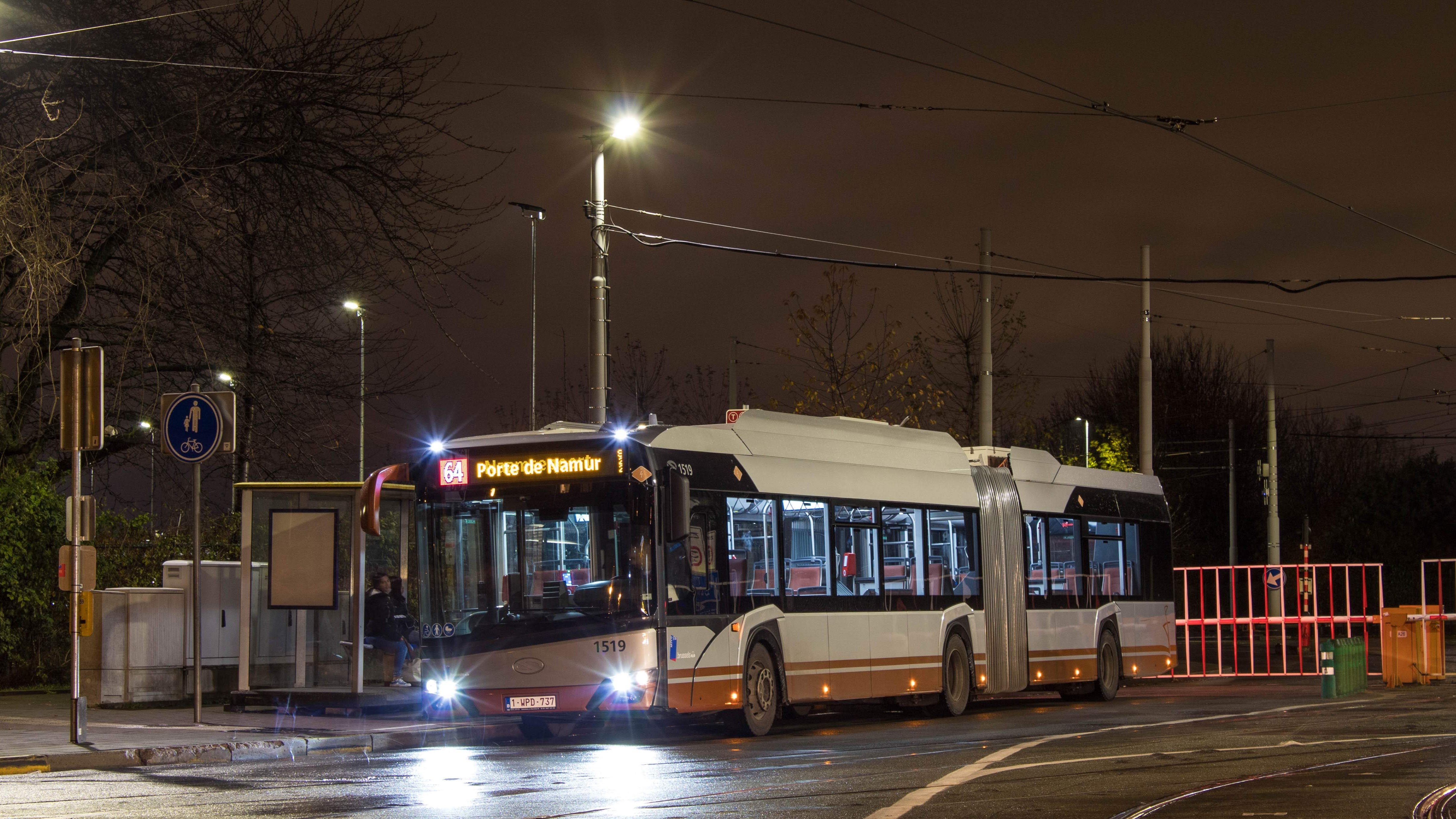
Osvětlený autobus

Osvětlení motorového vozidla tvoří světlomety a ostatní světla. Některá světla slouží k osvětlení prostoru či přístrojů, jiná mají návěstní funkci nebo obě funkce současně.

## Členění
Podle funkce se rozlišují tyto druhy světel
- Potkávací světla (tlumená) – světlomety
- Dálková světla – světlomety
- Zpětná světla – světlomety
- Mlhová světla (přední, zadní) – přední jsou světlomety
- Obrysová světla
- Výstražná světla
- Směrová světla
- Brzdová světla
- Světelná houkačka
- Osvětlení registrační značky
- Osvětlení informací na vozidlech veřejné dopravy (nápis TAXI, číslo a trasa linky atd.)
- Osvětlení přístrojů
- Denní osvětlení (obvykle potkávací světla bez obrysových světel, někdy speciální světla pro denní svícení)
- Vnitřní osvětlení
  - Prostoru pro cestující (na honbu)
  - Motorového prostoru
  - Zavazadlového prostoru a ložné plochy
  - Odkládacích prostorů
- Osvětlení při otevření dveří (má signalizační funkci a zároveň funkci osvětlení vnitřního prostoru)

## Světlomety
Mezi světlomety patří zejména potkávací světla, dálková světla, zpětná světla a přední mlhová světla

## Návěstní a signalizační zařízení
Návěstní funkci mají v silničním provozu i povinné světlomety, avšak kromě světlometů mají vozidla i mnoho dalších světel, která mají návěstní nebo signalizační funkci:
- Kontrolní světla (kontrolky). Podobnou funkci v akustické verzi má signální houkačka.
- Brzdová světla
- Směrová světla (přerušovač může být mechanický, bimetalový, na principu ohřívaného drátku nebo elektronický). Současné spuštění pravých i levých směrových světel má funkci výstražných světel
- Světelná houkačka je obvykle krátké spuštění dálkových nebo potkávacích světel
- Odrazové světlo funguje bez světelného zdroje
- Výstražný maják (v ČR modrý) nebo obdobné blikající oranžové světlo pro označení pracovních vozidel. Blikání může být zajištěno elektromotoricky nebo elektronicky.
- Signalizace ve vozidlech veřejné dopravy (světlo potvrzující akceptaci znamení k řidiči, signalizace „nenastupujte, nevystupujte“, signalizace tlačítka k ovládání dveří atd.)

## Zdroje světla
V motorových vozidlech se používají například tyto zdroje světla:
- Žárovka s kovovým vláknem
- Halogenová žárovka
- Plynová výbojka (například xenonová)
- Neonová zářivka
- Luminiscenční dioda
- Zářivka

## Standardizace
Vzhledem k celosvětovému rozšíření automobilů se jevilo rozumné, aby byly tyto spotřební díly všude snadno dostupné a měly zaručené vlastnosti. To je tím důležitější, čím je optika světlometu propracovanější. Příkladem mezinárodní normy pro autožárovky je od roku 1958 předpis č. 37 ECE (podvýboru Evropské hospodářské komise OSN)  a pro výbojkové zdroje světla předpis č. 99 s doplňky. Tyto standardy jsou víceméně akceptovány i v USA a Japonsku.